# 10582 Harumi
10582 Harumi este un asteroid din centura principală de asteroizi.

## Descriere
10582 Harumi este un asteroid din centura principală de asteroizi. A fost descoperit pe 3 octombrie 1995 la Moriyama de Yasukazu Ikari. El prezintă o orbită caracterizată de o semiaxă mare de 3,10 ua, o excentricitate de 0,18 și o înclinație de 12,2° în raport cu ecliptica.